# Richard Kurth

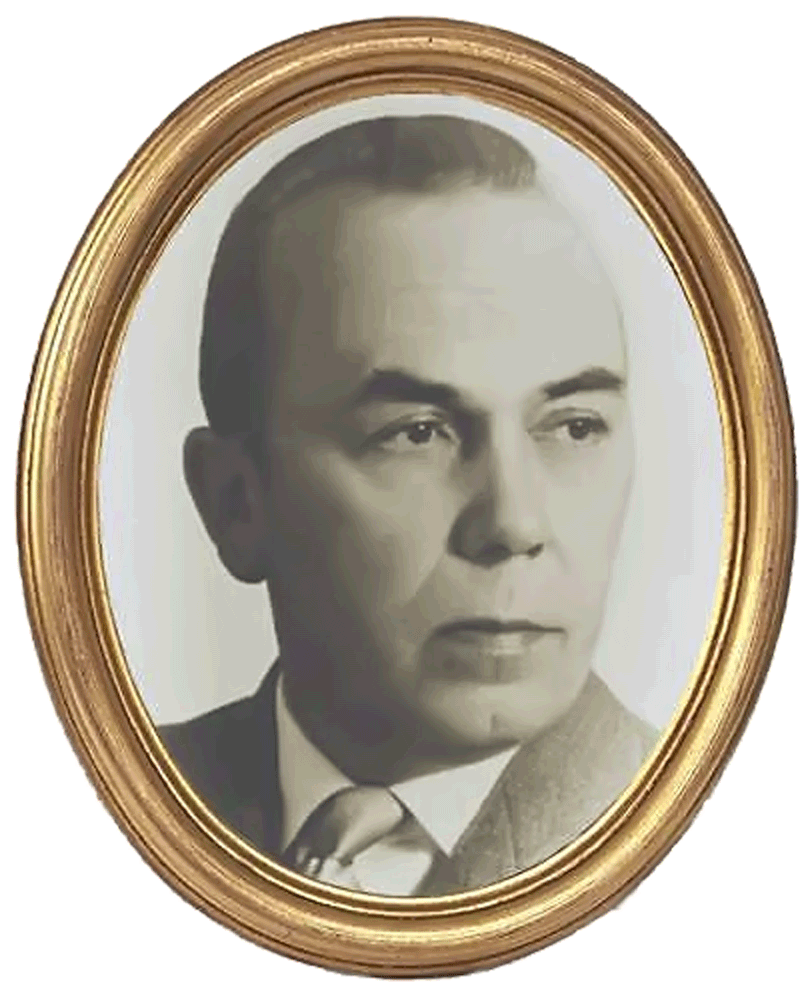
Richard Kurth

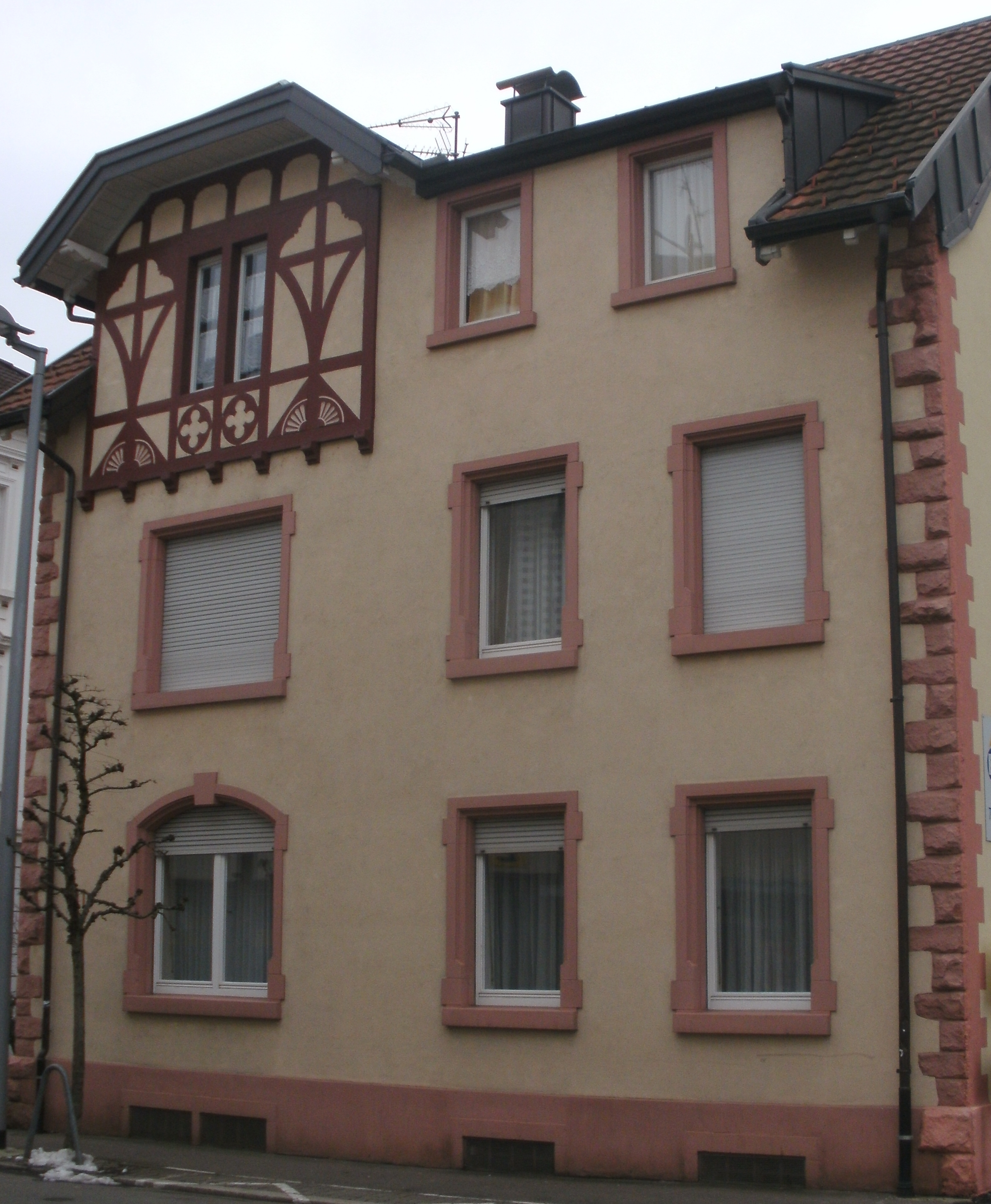
Elternhaus von Richard Kurth in der Karlsstraße in Rheinfelden

Richard Kurth (* 26. April 1908 in Rheinfelden; † 1970) war ein deutscher Konditor, der seit 1957 die Konditorei Zauner in Bad Ischl leitete und international bekannt machte; er präsentierte die „Ischler Törtchen“  (eine österreichische Confiserie-Spezialität) 1958 bei der Weltausstellungen in Brüssel und errang dafür die Goldmedaille.

## Leben
Kurth wurde 1908 in Rheinfelden geboren. 1922 zog er nach Lörrach und erlernte dort in der Konditorei Pape seinen Beruf. Nach seiner Gesellenprüfung (mit Auszeichnung) war er zunächst in verschiedenen Konditoreien, unter anderem in Baden-Baden, Berlin, Hamburg, Leipzig, Nürnberg, Stuttgart und Wiesbaden tätig. An der „Fachschule für neue Konditorkunst“ in Wolfenbüttel legte er 1935 (ebenfalls mit Auszeichnung) seine Meisterprüfung ab. Im Anschluss wanderte Kurth nach Guatemala aus. Die Konditorei Pastelería Alemana in Guatemala-Stadt wurde durch ihn zur führenden des Landes; er erfand ein dem Volcán de Agua nachempfundenes Dessert. Mit einem aus Karamel gearbeiteten Kugelkaktus und weiteren Kreationen erreichte er bei einer Internationalen mittelamerikanischen Handwerksausstellung die Goldmedaille und der guatemaltekische Präsident Jorge Ubico Castañeda sprach ihm seine Anerkennung aus.
Nach der Kriegserklärung Deutschlands an die USA 1941 brach Guatemala die diplomatischen Beziehungen zu Deutschland ab; Kurth wurde im Januar 1942 als „feindlicher Ausländer“ verhaftet. Nach seiner Entlassung aus einem Internierungslager in Jacksonville (Florida) kehrte er nach Deutschland zurück. Noch 1945 kam er als Backküchenleiter nach Bad Ischl in Österreich in die Konditorei Zauner.
Während seiner Tätigkeit erlebte die Konditorei Zauner einen weiteren Aufschwung. Kurth, der nach dem Tod seiner Frau Rosina 1957 auch das Unternehmen leitete, konnte bei der Weltausstellung in Brüssel eine Goldmedaille für die von ihm präsentierten „Ischler Törtchen“ erringen. Diese Spezialität ist heute in ganz Österreich bekannt und in fast jedem Backbuch der Österreichischen Küche zu finden. Deren ursprüngliches Rezept stammt aus dem 19. Jahrhundert.
Kurth starb 1970 im Alter von 61 Jahren.